# Sumpfboot

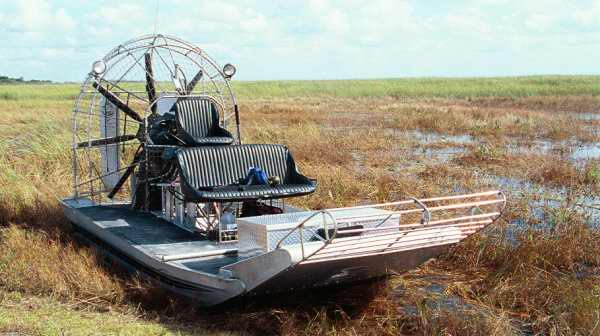
Kleines Sumpfboot

Ein Sumpfboot ist ein propellergetriebenes Wasserfahrzeug, um sich auf Binnengewässern, vor allem in Sümpfen und flachen Gewässern, durch Gleiten fortzubewegen.
Zwar ist das Sumpfboot in erster Linie ein Wasserfahrzeug, bis zu einem bestimmten Grad kann es aber auch an Land benutzt werden (wenn etwas Wasser an der Oberfläche steht, Schnee, Eis), insofern handelt es sich im weiteren Sinne um ein Amphibienfahrzeug. Sumpfboote zählen von der Bauweise her zu den Flachbooten.
Der Vortrieb erfolgt durch einen oder mehrere heckseitig montierte Luftpropeller, die durch einen Verbrennungsmotor angetrieben werden. Die Lenkung erfolgt mittels Seitenrudern (Luftstromablenkung), die unmittelbar hinter den Propellern wirken. Der Steuermannsitz ist typischerweise hoch angebracht, damit die Sicht über den Bewuchs (Schilf) hinweg möglich ist. Die Ausführung reicht vom Ein-Personen-Kleinboot bis zu 18-sitzigen Großbooten.
Sumpfboote finden Verwendung im Tourismus, beim Militär (meist Marineinfanterie und Bodenstreitkräfte), zur Freizeit und bei Erkundungen in Sumpfgebieten. Hauptzweck ist der Transport von Personen; zum Teil können auch Nutzlasten mitgeführt werden. Das Fahrzeug ist sehr wendig und laut; letzteres ist Hauptkritikpunkt in puncto Naturschutz, da es die Fauna aufschreckt.
Ähnlich aufgebaut ist der Hydrokopter, der durch seine Kufen auch auf Eis fahren kann.

## Alternativen
Das Fortkommen in Sümpfen ist sonst motorisiert nur eingeschränkt möglich:
- über freigeräumte Wasserwege
- auf  Knüppeldämmen, Knüppelwegen, Dammwegen, aufgeständerten Wegen
- über aufgeständerte oder mit der Flut überschwemmte Schienen, Hochseilbahnen
- mit Luftkissenfahrzeugen
- mit Amphibienfahrzeugen
- eventuell mit extrem flachgehenden Booten
- natürlich mit Fluggeräten, soweit eine Landemöglichkeit vorhanden ist